# Waschhaus (Le Plessis-aux-Tournelles)

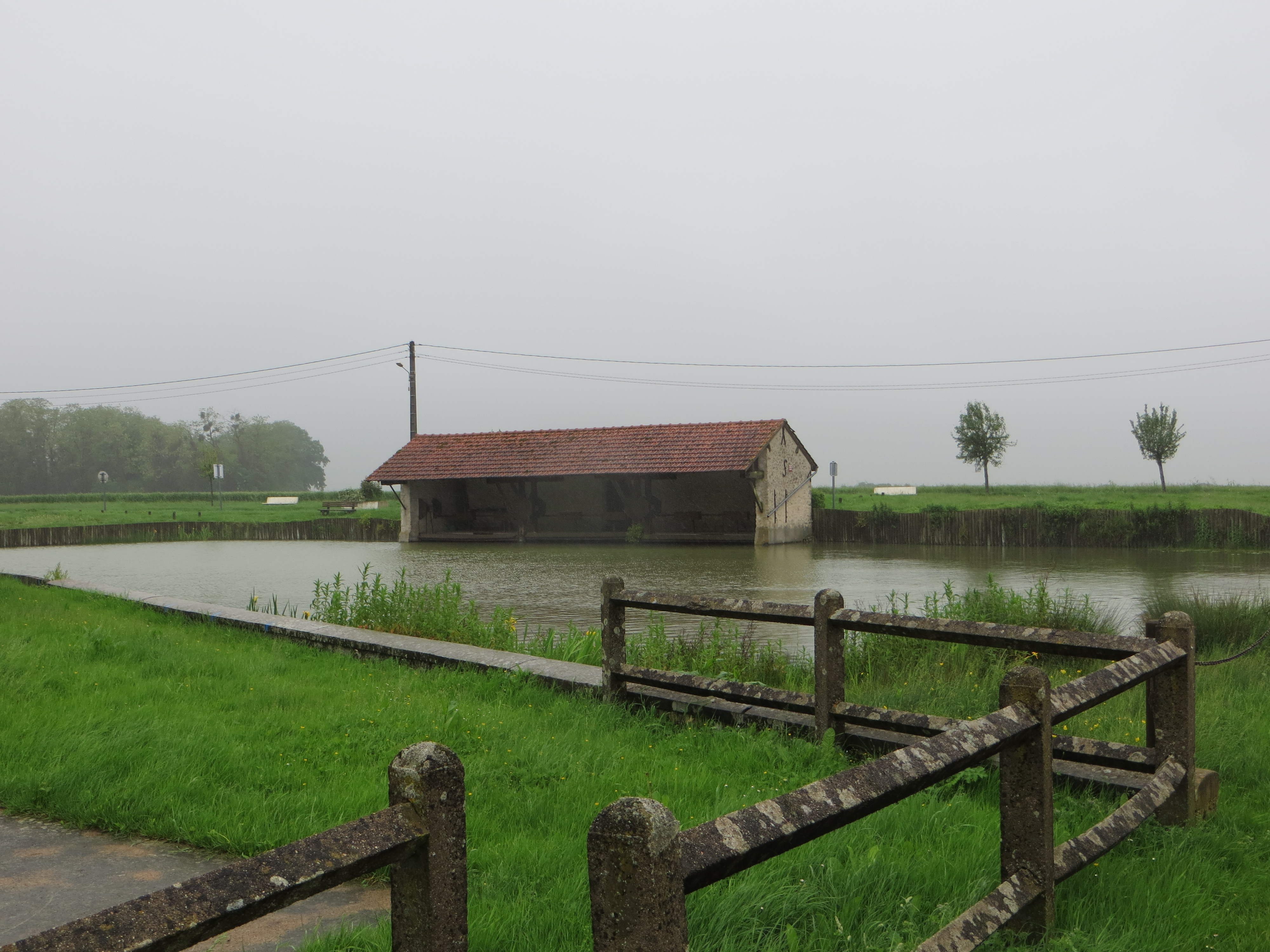
Waschhaus in
Le Plessis aux Tournelles

Das Waschhaus (französisch lavoir) im Weiler Le Plessis aux Tournelles von Cucharmoy, einem Ortsteil der französischen Gemeinde Chenoise-Cucharmoy im Département Seine-et-Marne in der Region Île-de-France, wurde im 19. Jahrhundert errichtet. 
Das öffentliche Waschhaus aus Bruchsteinmauerwerk mit Satteldach besitzt eine seltene Vorrichtung, mit der der Boden angehoben oder abgesenkt werden kann, um sich dem Niveau des Wassers anzupassen.
Ein weiteres Waschhaus befindet sich im Ortsteil Cucharmoy.